# Syndrome de Nezelof
 Mise en garde médicale
Le syndrome de Nezelof entre dans le cadre d'un déficit immunitaire congénital.
Il existe une hypoplasie du thymus avec déficit de l'immunité cellulaire et une immunité humorale altérée malgré des taux d'immunoglobulines quantitativement normaux.
Elle a été décrite par Christian Nezelof, pédiatre et pathologiste de l'Hôpital Necker-Enfants malades de Paris.
Le code CIM-10 est D81.4.